# День химика МГУ
День химика, или Праздник химика, —- ежегодный праздник студентов и выпускников химического факультета Московского государственного университета. Впервые проведен в 1966 году и с тех пор проводится ежегодно.
В основу сценария праздника положена периодическая таблица элементов Д. И. Менделеева — каждый год чествуется следующий по порядку химический элемент. Традиционно праздник включает в себя приветственное слово декана, театрализованное выступление на ступенях химфака, легкоатлетическую эстафету, музыкальные программы и банкеты в здании химического факультета МГУ. С 1971 года в честь Дня химика выпускается значок, а с 80-х годов — различные предметы с символикой праздника. Проводится во вторую субботу мая.

## История праздника
В 1959 году на физическом факультете был организован первый университетский студенческий праздник — «День Архимеда». Поскольку химики и физики МГУ традиционно соперничали друг с другом, при деканате химического факультета была создана комиссия по организации и подготовке «Дня химика», который бы не уступал празднику физиков. В комиссию вошли члены Учёного совета от кафедр, представители парткома, профкома и комитета ВЛКСМ факультета. Работа комиссии не привела к каким-либо результатам.
Инициатива проведения первого праздника принадлежала студентам четвертого курса 1965/1966 учебного года — В. Ширяеву, В. Лунину, А. Киселеву, П. Лазареву и др. Осенью 1965 года на заседании комитета комсомола курса было принято решение об организации «Дня химика» своими силами не позднее июля 1966 года. Был создан курсовой оргкомитет, председателем которого избрали Виктора Ширяева. В результате работы комитета сформировалась концепция праздника: он должен быть ежегодным и каждый год посвящаться следующему по порядку элементу из таблицы Д. И. Менделеева. Организовывать праздник должны студенты IV курса соответствующего года.
Проект был поддержан сначала студенческой партийной ячейкой во главе с Валерием Луниным, а затем и Бюро комсомола факультета во главе с В. А. Левицким. Большую роль в принятии положительного решения бюро сыграло выступление ответственного за IV курс Сергея Серафимовича Бердоносова.
Разработанная на основании этого проекта программа праздника была доложена на заседаниях бюро ВЛКСМ, парткома и профкома факультета и получила одобрение. Одобрило ее и деканское совещание во главе с деканом химического факультета Иваном Фомичом Луценко. Благожелательно отнесся к идее организации праздника ректор МГУ академик Иван Георгиевич Петровский. В дальнейшем администрация факультета, в первую очередь, заместитель декана Александр Александрович Симацкий, оказывала всяческую поддержку оргкомитету праздника. Декан факультета согласился принять участие в церемонии открытия. Многие профессора и преподаватели факультета финансово помогли организаторам, внеся на проведение праздника различные суммы .

## День Водорода
Первый День химика — День Водорода, состоялся 14 мая 1966 года. Режиссером праздника был Виктор Ширяев, сценаристами выступили Евгений Симонов, Оскар Никич, Александр Качаров и Александр Сулима.
Программа праздника включала в себя:
- Исполнение «Марша химиков» хором студентов в сопровождении духового оркестра. Для этого был приглашен оркестр воспитанников Суворовского училища.
- Парад кафедр химического факультета. Костюмированные группы аспирантов и сотрудников пронесли плакаты, лозунги и схемы, символизирующие разные кафедры факультета.
- Церемония открытия. Хореографическая миниатюра в исполнении ансамбля «Русский сувенир», посвященная химическим свойствам водорода.
- Приветственное слово декана факультета и открытие памятника Водороду.
- Театрализованное представление на ступенях.
- Спортивная эстафета с участием студенческих команд пяти курсов и преподавателей факультета.
- Праздничное заседание студенческого клуба «Три мензурки». В вечернем концерте приняли участие Елена Камбурова и квартет под управлением Сергея Никитина.
- Праздничный фейерверк
- Салют. Для него были приглашены орудийные расчеты из Таманской дивизии.
- Факельное шествие вокруг здания химического факультета.

На праздник были приглашены делегации из пяти университетов СССР и корреспонденты молодежных СМИ. Участие в нем приняли студенты и преподаватели других факультетов университета.

## Традиции
День химика МГУ продолжил прерванную на некоторое время традицию регулярных университетских студенческих праздников, каким в Московском университете прежде был Татьянин день. Праздник с самого начала задумывался как молодёжная альтернатива официальным мероприятиям и никак не был связан с государственным Днем работников химической промышленности.
Опираясь на идеи молодежных фестивалей, организаторы видели День химика не внутренним факультетским праздником, а событием всесоюзного масштаба. Поэтому уже на День Водорода были приглашены студенческие делегации из пяти университетов, в том числе из Киева, Вильнюса и Еревана. Традиция приглашения на праздник гостей из других университетов сохранилась и в последующие годы. В результате во многих университетах страны начали проводиться свои праздники по образцу московского. Наиболее популярной оказалась идея чествовать каждый год очередной элемент из таблицы Менделеева.
Еще одной традицией стал ежегодный выпуск значков, посвященных очередному Дню химика и одновременно празднуемому элементу. Отличающиеся по идеям и оформлению, эти значки составили обширную серию, пользующуюся заслуженным вниманием коллекционеров.